# Edifício Mercosur
O Edifício Mercosul ou Palácio do Mercosul é uma histórica edificação localizada em Montevidéu, capital do Uruguai, onde funciona a sede do Mercosul.

## História
Sua construção vem dos anos iniciais do século XX com trabalhos dos arquitetos Pierre Lorenzi e Guillermo West, inaugurado em 30 de dezembro de 1909 como Parque Hotel de Montevidéu. Pela Resolução do Poder Executivo nº 2100, de 16 de dezembro de 1975 foi declarado como monumento histórico nacional uruguaio.

### Sede do Mercosul
No dia 4 de junho de 1997, por meio de assinatura de acordo com o Município de Montevidéu, o então proprietário do edifício oficializa ao Ministério das Relações Exteriores do Uruguai o uso de suas instalações e dos jardins para sediar o Mercosul. Posteriormente, o conjunto arquitetônico é declarado patrimônio cultural do Mercosul e finalmente, pelo Acordo entre a República Oriental do Uruguai e o Mercado Comum do Sul para a instalação da sede da Secretaria do Mercosul, assinado no Rio de Janeiro em 10 de dezembro de 1998, o bloco oficializa sua sede no edifício.

## Galeria de imagens

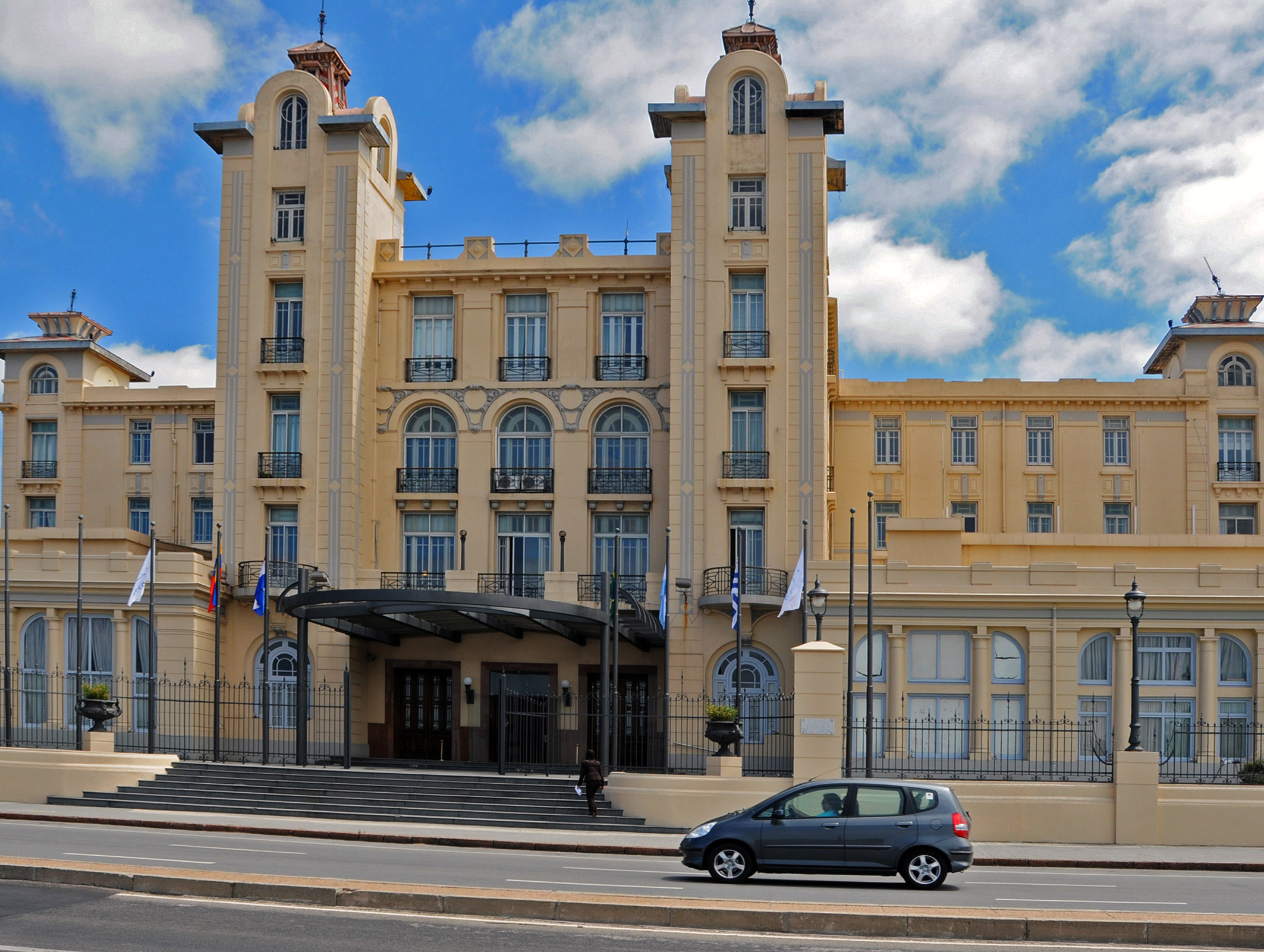
Em 2010.
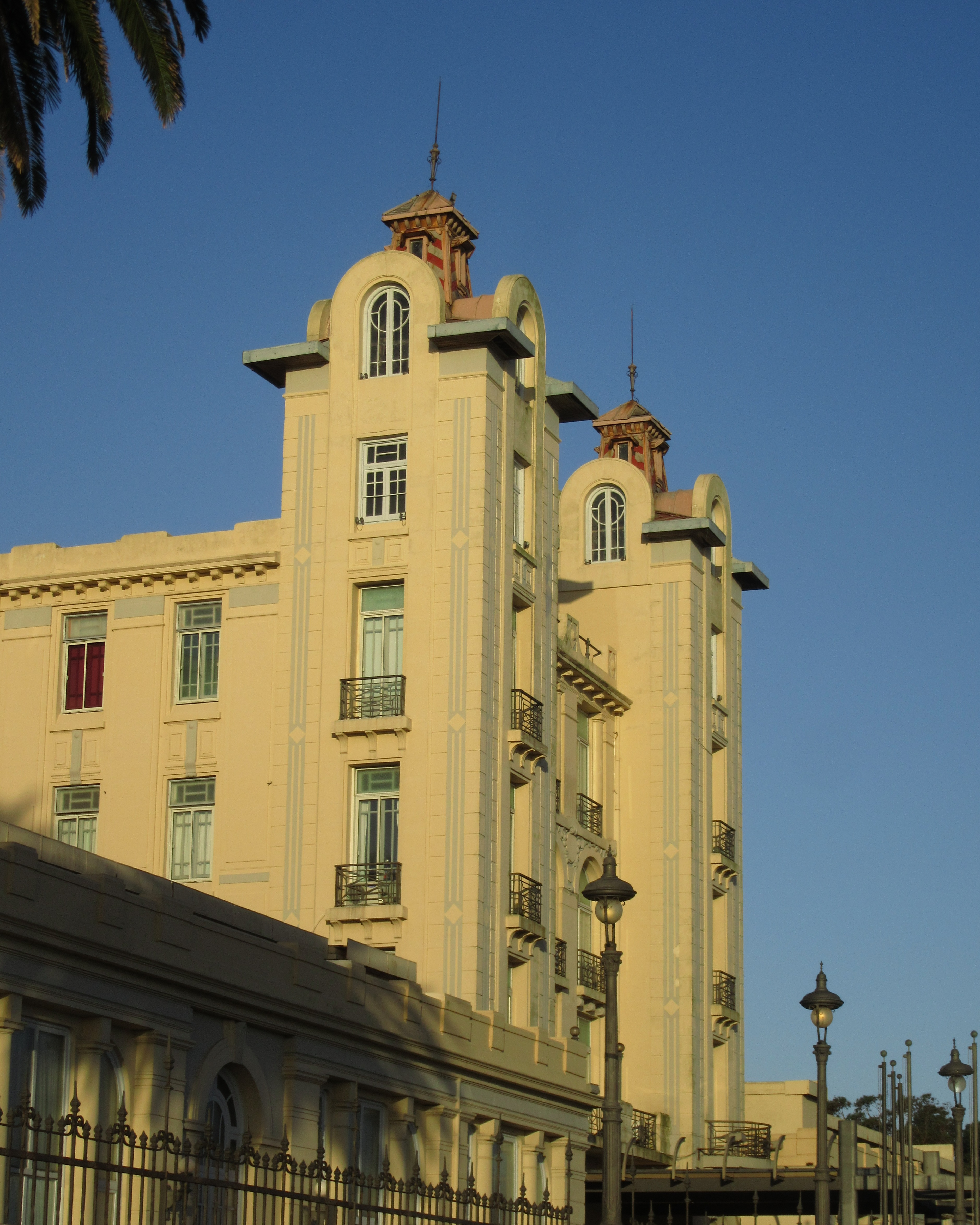
Detalhes do prédio.
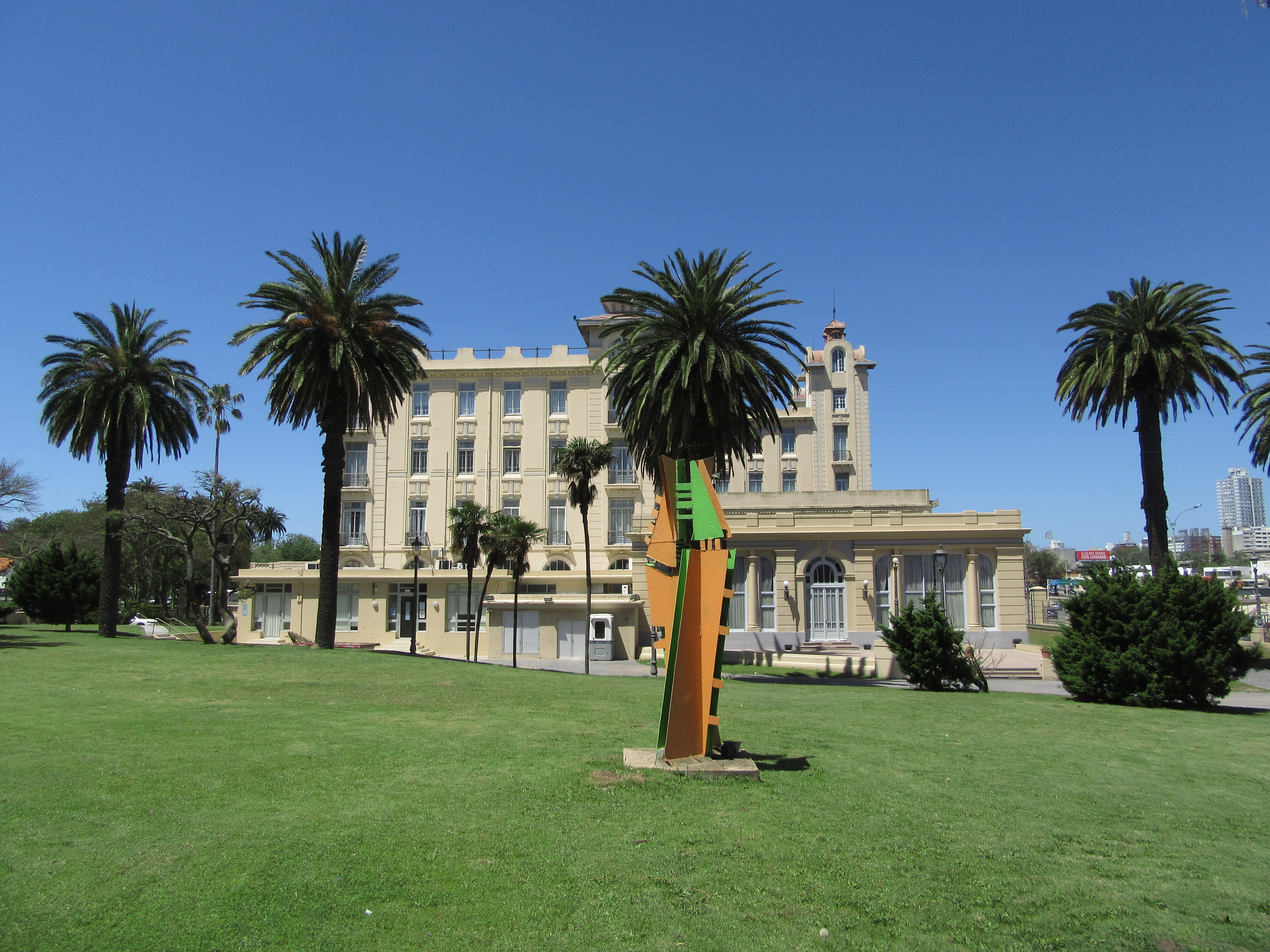
Vista dos jardins.
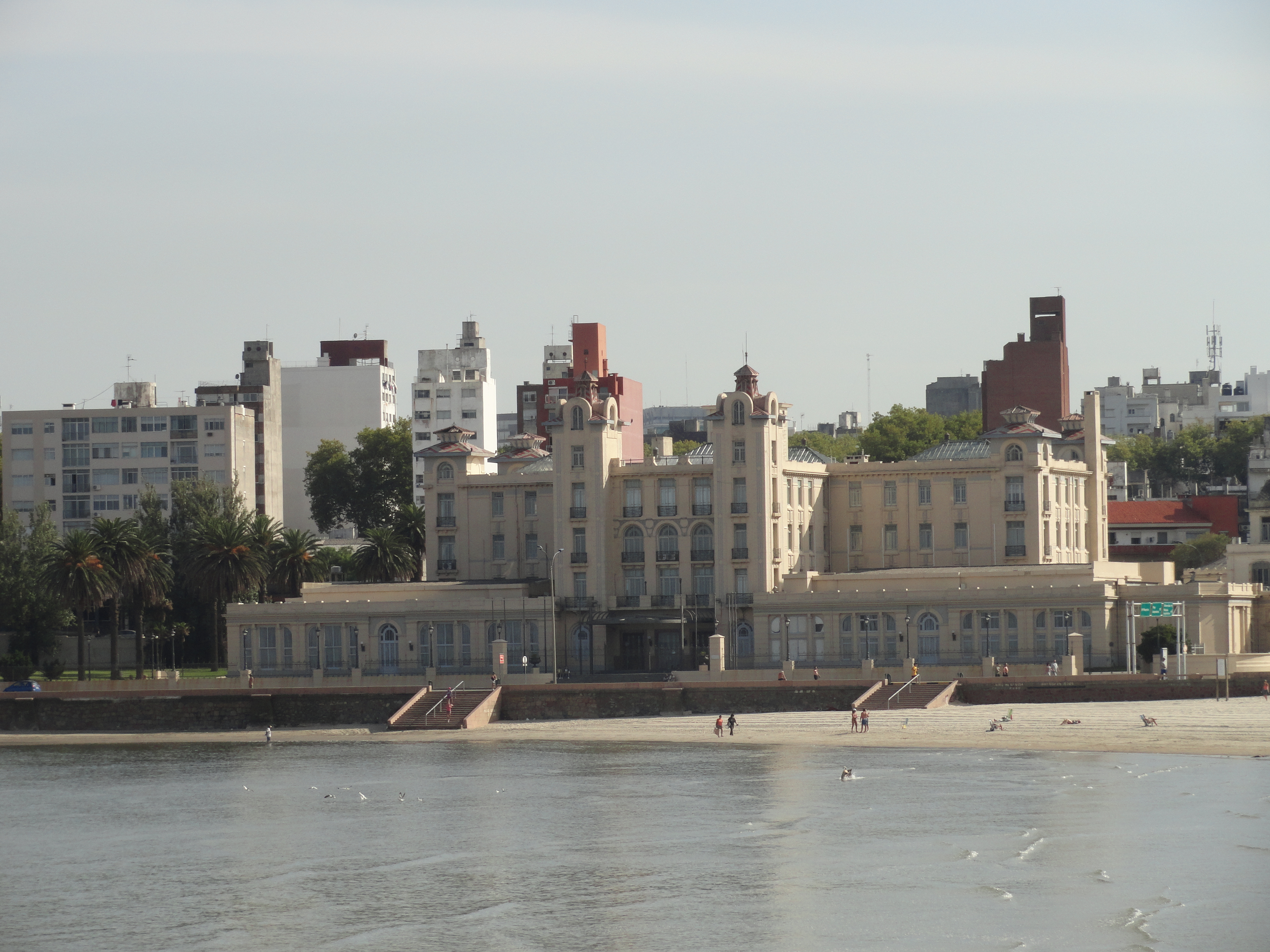
Fotografia a partir das águas.
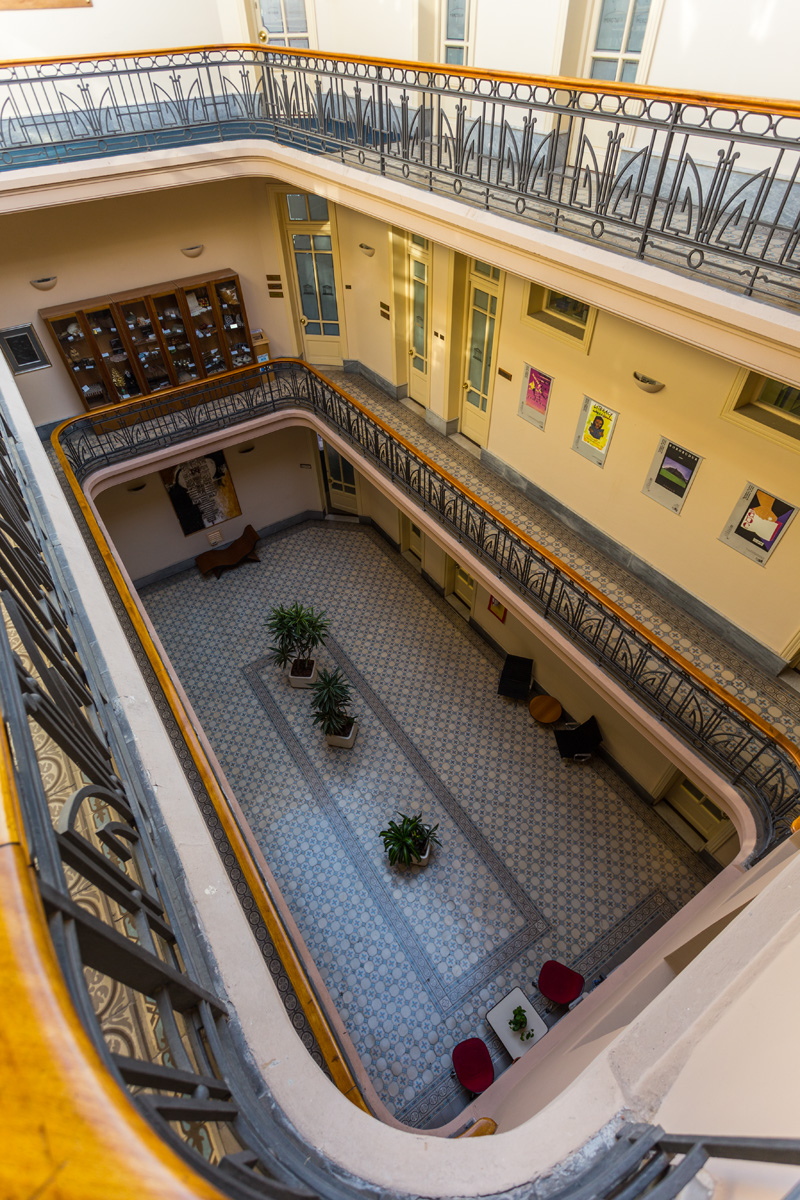
Interior.
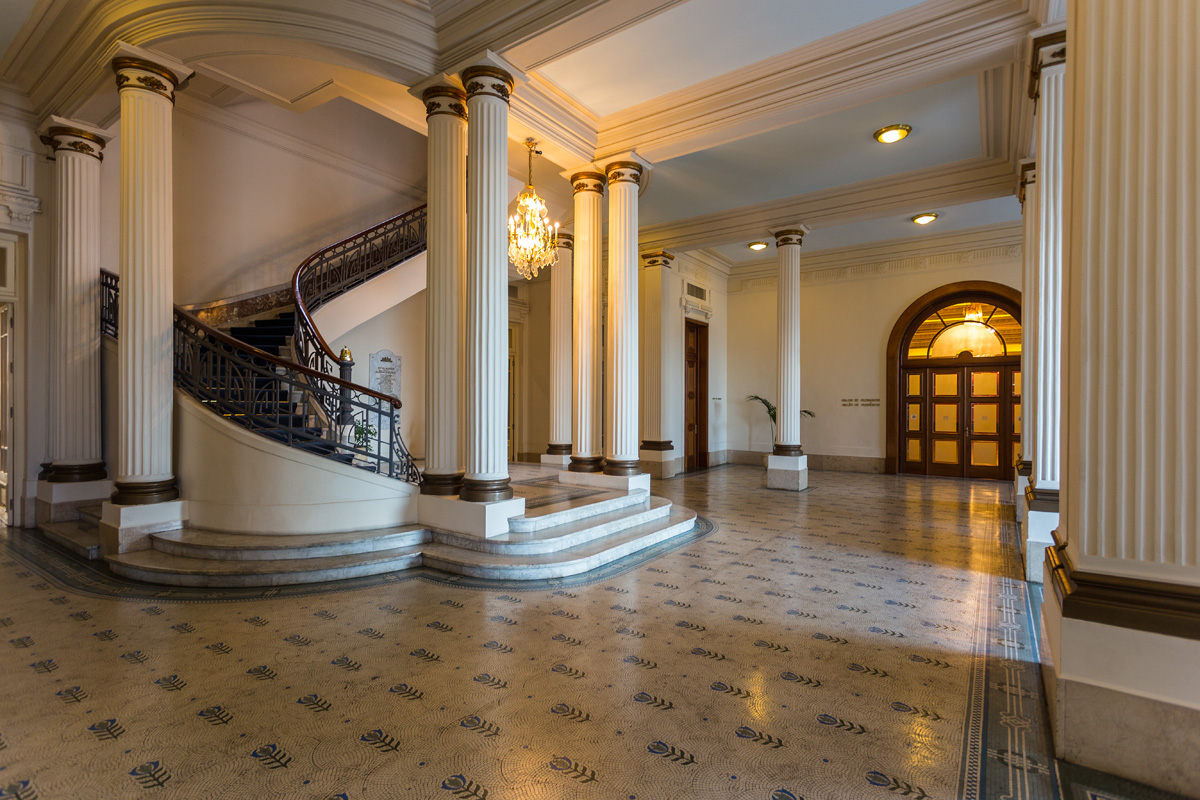
Colunas da decoração arquitetônica interna.
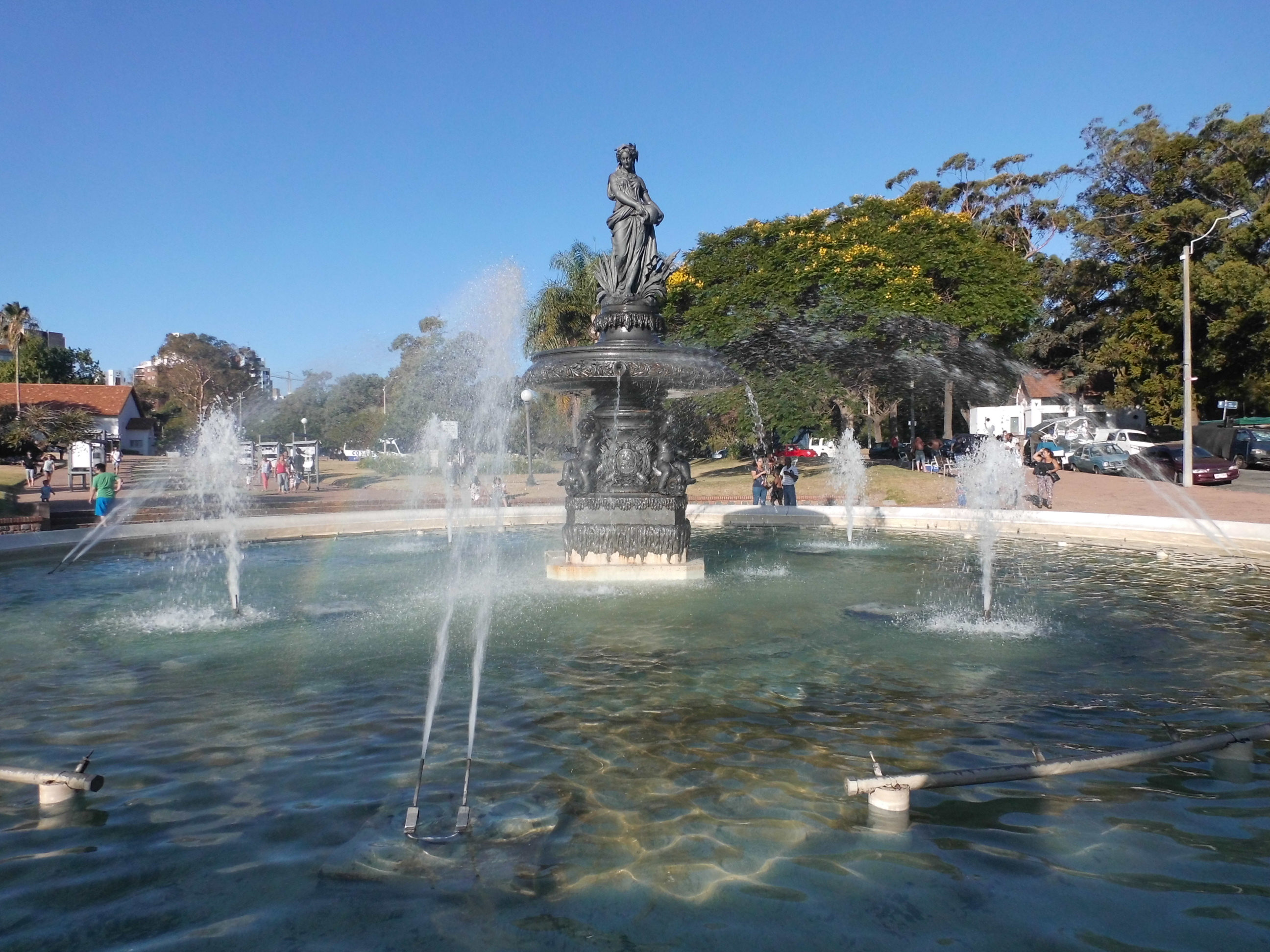
Fonte Le Source.
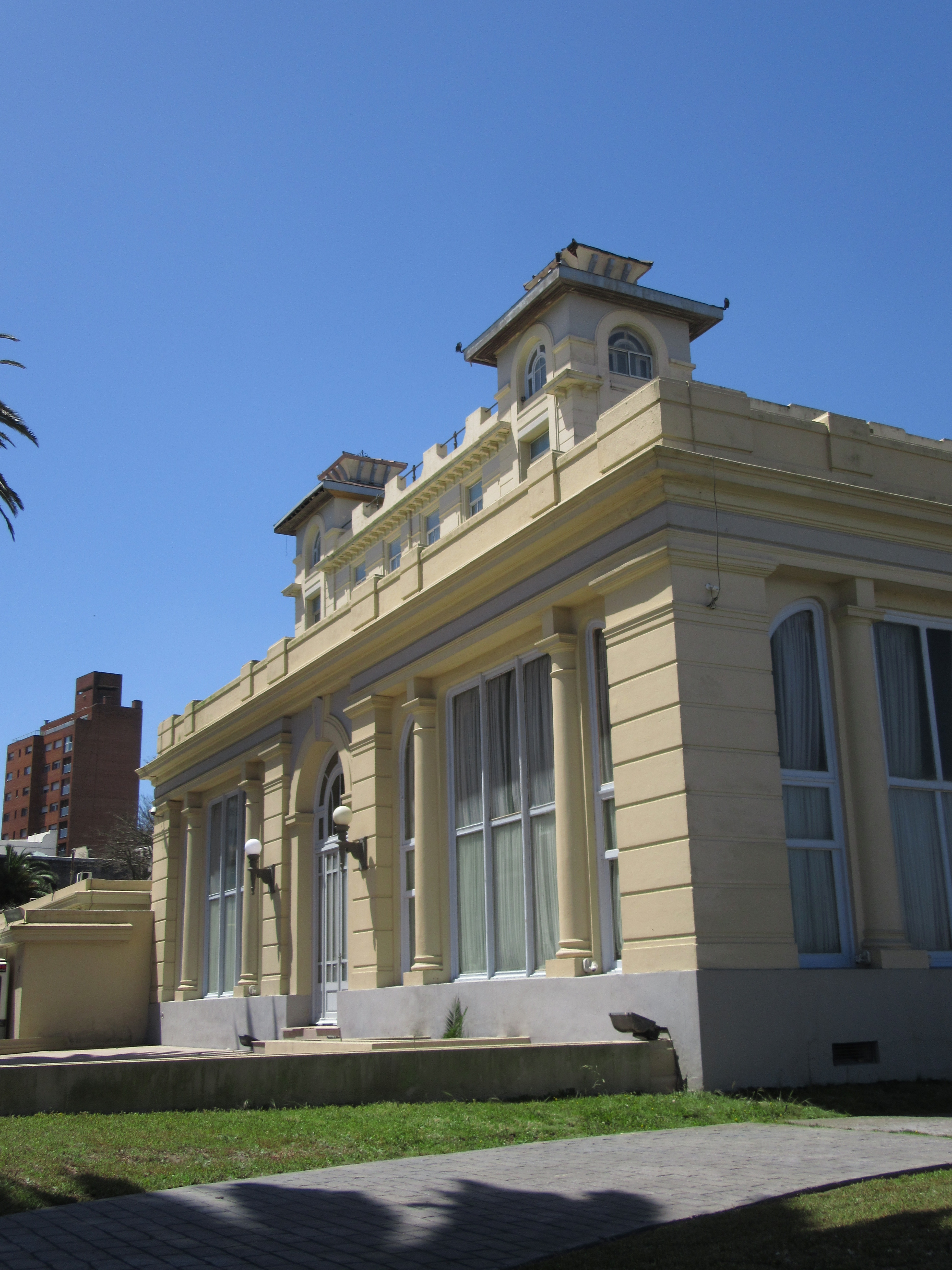
Arquitetura lateral.
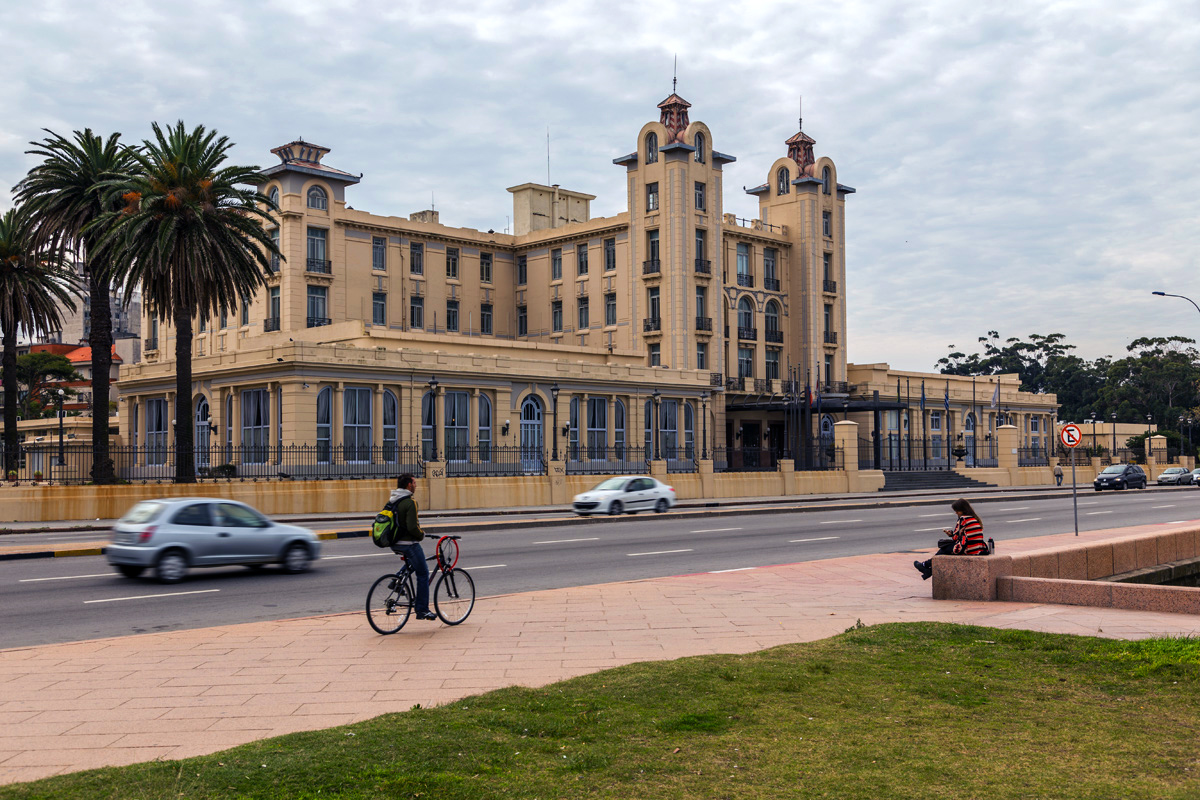
Em 2013.